# كأس تونس 1971–72
كأس تونس لكرة القدم 1971-1972 هو الموسم رقم 17 منذ الاستقلال وال42 منذ إنشائه من كأس تونس لكرة القدم.

فاز بهذا الموسم النادي الإفريقي، وجاء ثانيا الملعب التونسي.

## روابط خارجية
- الموقع الرسمي للجامعة التونسية لكرة القدم.